# Rainer Welz (Soziologe)
Rainer Welz (* 20. August 1947 in Mannheim) ist ein deutscher Soziologe, Suizidforscher, Verlagsgründer, Sachbuchautor, Herausgeber und Laufsportfunktionär.

## Leben
Rainer Welz wurde geboren als Sohn des Kaufmanns Günter Welz und dessen Ehefrau Ilse, geborene Schall. In seiner Geburtsstadt besuchte er von 1954 bis 1958 die Grundschule und wechselte danach an das Lessing-Gymnasium, an dem er 1968 das Abitur ablegte. Im Anschluss studierte er an der Universität Mannheim Soziologie und Sozialpsychologie und als Nebenfächer Psychologie, Wissenschaftstheorie und Politische Wissenschaften bei Hans Albert, Martin Irle, M. Rainer Lepsius und Rudolf Wildenmann. Sein Studium schloss er mit der Prüfung zum Diplom-Soziologen ab.

### Wissenschaftliches Wirken
Im Dezember 1973 kam er als Wissenschaftlicher Angestellter des DFG-Sonderforschungsbereich 116 „Psychiatrische Epidemiologie“ an die Universität Heidelberg. Im Januar 1977 ging er zurück nach Mannheim, wo er als Wissenschaftlicher Mitarbeiter am Zentralinstitut für Seelische Gesundheit in der Abteilung Medizinsoziologie sowie als stellvertretender Abteilungsleiter tätig war. Er war innerhalb des Sonderforschungsprojektes zuständig für Suizidforschung. Zusammen mit Rolf W. Schmidt und Rüdiger Färber initiierte er die Gründung des Berufsverbands Deutscher Soziologen (BDS) und wurde am 13. März 1976 bei der Gründung in Mannheim zum ersten Vorsitzenden des Verbands gewählt.
1979 promovierte er zum Dr. rer. pol. (rerum politicarum) an der Fakultät für Wirtschafts- u. Sozialwissenschaften der Georg-August-Universität Göttingen mit einer Arbeit zum Thema Selbstmordversuche in Mannheim 1966–1975. Eine epidemiologische, ökologische und mehrebenenanalytische Untersuchung über Häufigkeit und regionale Verteilung von Selbstmordversuchen. Die im Sonderforschungsbereich entstandene Arbeitsgruppe Suizidforschung, bestehend aus Welz, Armin Schmidtke und Heinz Häfner, realisierte in den folgenden Jahren Forschungsprojekte mit internationaler Resonanz. An der Universität Göttingen übernahm er eine weitere Universitätsassistenz in der Abteilung für Medizinische Psychologie.
1995 setzte er sich zur Ruhe.

### Sonstiges Wirken
1983 gründete er in Regensburg den Verlag Roderer und Welz.
Welz ist leidenschaftlicher Ausdauer-/Langstreckenläufer. Er war vom 9. November 2009 bis zum 5. April 2011 Vorstandsvorsitzender des LLC Marathon Regensburg e.V.

## Publikationen (Auswahl)
- Selbstmordversuche in städtischen Lebensumwelten. Eine epidemiologische und ökologische Untersuchung über Ursachen und Häufigkeit. Beltz, Weinheim/Basel, 1979, ISBN 978-3-407-57023-9
- Selbstmordversuche in Mannheim 1966–1975. Eine epidemiologische, ökologische und mehrebenenanalytische Untersuchung über Häufigkeit und regionale Verteilung von Selbstmordversuchen. Diss., Universität Göttingen, 1979.
- Selbstmordhandlungen. Suizid und Suizidversuch aus interdisziplinärer Sicht. Hrsg. mit Hermann Pohlmeier, Beltz, Weinheim/Basel 1981, ISBN 978-3-407-54613-5
- Drogen, Alkohol und Suizid. Strukturelle und individuelle Aspekte abweichenden Verhaltens. Enke, Stuttgart 1983, ISBN 978-3-432-93291-0
- Bestandsaufnahme der Suizidforschung. Epidemiologie, Prävention und Therapie. Hrsg. mit Hans-Jürgen Möller, Roderer, Regensburg 1984, ISBN 978-3-89073-301-2
- Therapie bei Suizidgefährdung. Ein Handbuch. Hrsg. mit Hans L. Wedler und Manfred Wolfersdorf, Roderer, Regensburg 1992, ISBN 978-3-89073-341-8
- Epidemiologie psychischer Störungen im Alter. Ergebnisse einer repräsentativen Bevölkerungsstudie in Duderstadt. Teil 1. Die Querschnittstudie. Roderer, Regensburg 1994, ISBN 978-3-89073-617-4
- Marketing für Gesundheitsberufe. Roderer, Regensburg 2009, ISBN 978-3-89783-620-4
- Gesundheitsmarketing. Einführung in Denkweise und Instrumentarium des Marketing. Roderer, Regensburg 2011, ISBN  	978-3-89783-731-7

Sport:
- mit Thomas Prochnow und unter Mitarbeit weiterer: Laufen in […]. Buchserie, LAS-Verlag (Lauf- u. Ausdauersportverlag), Regensburg; mit Trainingstips und Laufstrecken in den Regionen
  - 1999: Augsburg, Berlin, Bad Camberg, Düsseldorf, Fulda, Gießen, Hamm, Jena, Kiel, Koblenz, Leipzig, Marl, Osnabrück, Regensburg, Remscheid, Rosenheim und im Inntal, Weiden, Wolfsburg
  - 2000: Braunschweig, Gottesgarten am Obermain, Frankfurt, Karlsruhe, Köln, Lübeck, Lüdenscheid, Rennsteig, Wuppertal
  - 2001: Bielefeld, Chemnitz, Moers
  - 2002: Göttingen
  - 2004: Gardasee
  - 2005: Essen, Hannover, Mannheim, Wiesbaden

- mit Katharina Welz: Tore in der letzten Spielminute. Roderer, Regensburg 2006, ISBN 978-3-89783-540-5